# عث الشبح
عث الشبح أو عث الجنجل (الاسم العلمي: Hepialus humuli) هو جنس من الحشرات يتبع فصيلة العثث الشبحية من رتبة حرشفيات الأجنحة. إنهُ شائع في جميع أنحاء أوروبا، باستثناء أقصى الجنوب الشرقي.

## معرض صور

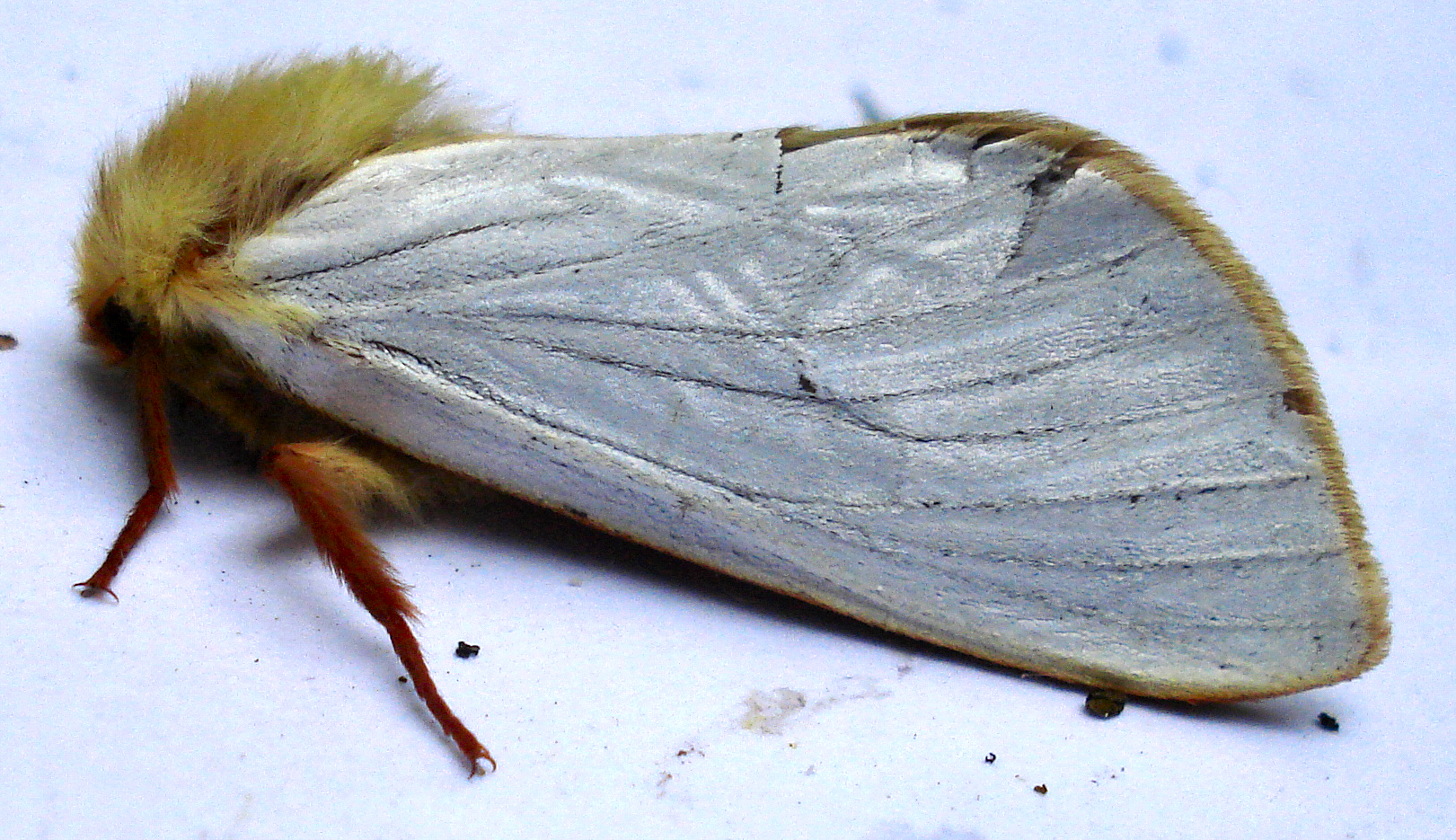
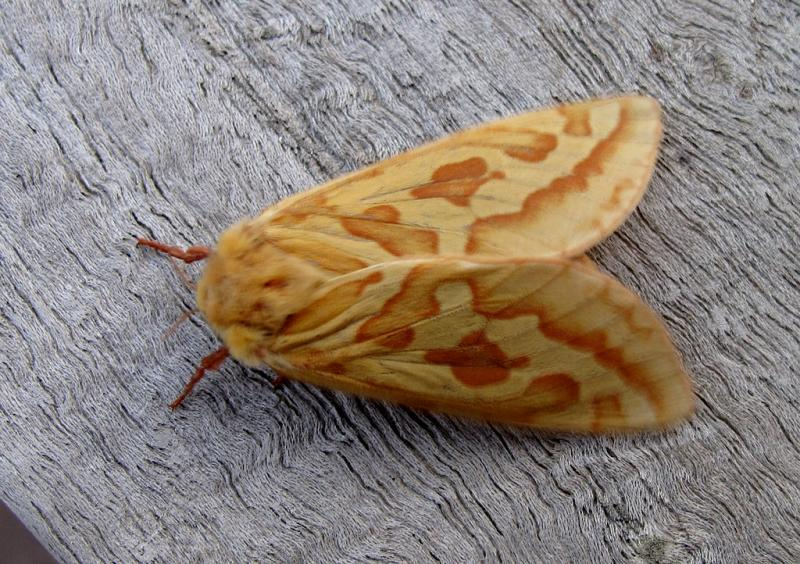
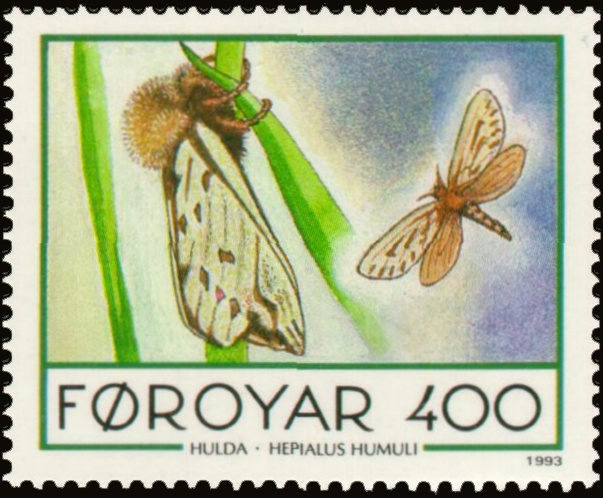